# Goździeniec pachnący
Goździeniec pachnący (Clavaria odorata (P. Karst.) Sacc.) – gatunek grzybów należący do rodziny goździeńcowatych (Clavariaceae).

## Systematyka i nazewnictwo
Pozycja w klasyfikacji według Index Fungorum: Clavaria, Clavariaceae, Agaricales, Agaricomycetidae, Agaricomycetes, Agaricomycotina, Basidiomycota, Fungi.
Po raz pierwszy opisał go w 1890 roku Petter Karsten, nadając mu nazwę Clavulina odorata. Według Index Fungorum jest to takson niepewny. Polską nazwę podaje internetowy atlas grzybów

## Występowanie i siedlisko
Brak go w opracowanej przez Władysława Wojewodę „Krytycznej liście wielkoowocnikowych grzybów podstawkowych Polski”. Wymienia go internetowy atlas grzybów.